# Raven-Symoné
Raven-Symoné Christina Pearman (Atlanta, 10 de dezembro de 1985), mais conhecida como Raven-Symoné ou simplesmente Raven, é uma é uma atriz, cantora e diretora norte-americana.
Ficou famosa aos três anos, ao interpretar Olivia Kendall na seriado The Cosby Show. Conquistou sucesso mundial ao interpretar Raven Baxter, no seriado As Visões da Raven, do Disney Channel. Ela também atuou como Galleria Garibaldi nos filmes musicais The Cheetah Girls e The Cheetah Girls 2, e estrelou as comédias Como Viajar com o Mala do Seu Pai e A Vingança das Damas de Honra. 
Como cantora, Raven lançou quatro álbuns de estúdio, além de várias trilhas sonoras e coletâneas. Entre 2015 e 2016 fez parte do time de apresentadoras do talk show The View, na ABC. Em 2017, voltou a interpretar Raven Baxter na série Raven's Home, um spin-off de As Visões da Raven.

## Biografia
Raven-Symoné Christina Pearman é filha de Lydia Pearlman e Christopher B. Pearlman e nasceu em Atlanta, na Geórgia. Ela tem um irmão mais novo chamado Blaze, que faleceu em novembro de 2023, vitima de câncer, aos 31 anos. Quando bebê, Raven começou a modelar para a agência de modelos Young Faces Inc., em Atlanta, e participou de diversos anúncios impressos. Aos dois anos, foi contratada pela famosa agência de modelos Ford Models, e apareceu em anúncios de diversas marcas famosas como, Jell-O, Fisher-Price, entre outras. Quando tinha três anos, se mudou com sua família para Nova Iorque.

### 1989—1995: Estreia na TV, na Música e no Cinema
Em 1989, Raven fez testes para um papel no filme de Bill Cosby, Ghost Dad. Ela tinha apenas três anos, e foi considerada jovem demais para o papel, mas Cosby gostou tanto dela que pediu aos roteiristas de sua série, The Cosby Show, criarem uma personagem para ela como sua neta, Olivia Kendall. Ela fez sua estreia no primeiro episódio da sexta temporada do programa, e permaneceu até o final da série, em 1992. Em 1993, Raven apareceu como a versão mais nova de Halle Berry, na minissérie da CBS, Queen: The Story of an American Family, e também fez uma participação na série Um Maluco no Pedaço, como Claudia.
Raven começou sua carreira como cantora aos sete anos, quando assinou contrato com a MCA Records. Passou um ano tendo treinos de voz e sendo produzida por Missy Elliott. Seu primeiro álbum, Here's to New Dreams, foi lançado em 22 de junho de 1993, e rendeu dois singles: "That's What Little Girls Are Made Of", que fez sucesso e chegou na 68ª posição da Billboard Hot 100, e "Raven Is the Flavor". O álbum, no entanto, não obteve o sucesso esperado, vendendo apenas 73.000 cópias nos Estados Unidos. Ainda em 1993, um ano após o fim de The Cosby Show, ela conseguiu o papel de Nicole Lee na sitcom Hangin 'with Mr. Cooper. Fez sua estreia no primeiro episódio da segunda temporada do programa, e permaneceu até o final da série em 1997. Em 1994, Raven faz seu primeiro papel no cinema, em Os Batutinhas, interpretando a namorada do Stymie.

### 1996—2001: Dr. Dolittle, Zenon e Undeniable
Em 1996, Raven e seu pai fundaram a gravadora RayBlaze Records. Assinaram um contrato de distribuição com a Crash Records para o lançamento de seu segundo álbum. Em 1998, conseguiu seu primeiro papel de destaque nos cinemas, na comédia Dr. Dolittle, como Charisse Dolittle, a filha mais velha do personagem de Eddie Murphy. Dr. Dolittle foi um sucesso e faturou mais de 294,5 milhões de dólares em todo o mundo. No mesmo ano, atuou no filme do Disney Channel Zenon: Girl of the 21st Century, como Nebula Wade, sendo seu primeiro trabalho com a Disney.
Em 4 maio de 1999, foi lançado, de forma independente, seu segundo álbum de estúdio, Undeniable, que vendeu mais de 2.000 cópias nos Estados Unidos. O álbum teve apenas um single: um cover de "With a Child's Heart" de Stevie Wonder. Três clipes foram feitos para a música em ritmos diferentes uptempo, balada, e remix. Para promover o álbum, ela saiu em turnê com a boy band 'N Sync, como show de abertura do grupo. O álbum foi relançado em 2006, com o título de From Then Until.
Em 2001, Raven volta interpretar Charisse Dolittle, em Dr. Dolittle 2. No mesmo ano, atuou na série Eu, a Patroa e as Crianças, interpretando a melhor amiga de Clarie Kyle, Charmaine, que estava grávida. 

### 2002—2005: As Visões da Raven, The Cheetah Girls e This Is My Time
Em 2002, Raven começou a dublar a personagem Monique, na série animada do Disney Channel, Kim Possible. Também participou dos dois filmes: Kim Possible: A Sitch in Time em 2003, e Kim Possible Movie: So the Drama em 2005.

Em 2001, Raven fez um teste para um papel em uma nova série do Disney Channel, intitulada "Absolutely Psychic", sobre uma adolescente com habilidades psíquicas. Curiosamente, ela fez o teste para o papel da melhor amiga, mas acabou ficando com a protagonista. Depois de escolhida, os roteiristas decidiram alterar o nome da personagem para o nome da atriz, e o nome da série mudou para That's So Raven. A série estreou em 17 de janeiro de 2003, se tornando a série de maior audiência do Disney Channel. O sucesso gerou uma franquia de produtos, incluindo trilhas sonoras, bonecas, DVDs e videogames. O programa também foi indicado duas vezes ao Emmy Awards de "Melhor série Infanto-juvenil" em 2005 e 2007. Em 2007, a marca "That's So Raven", já tinha faturado mais de 400 milhões de dólares.
|                                                                            |  |  |
| Sucessos do Disney Channel, ambos protagonizados por Raven de 2003 à 2007. |  |  |

Em 2003, Raven estrelou o filme musical do Disney Channel The Cheetah Girls, interpretando a personagem Galleria Garibaldi. O filme estreou no dia 15 de agosto de 2003, com 6.5 milhões de telespectadores, se tornando a maior audiência do ano no canal. A trilha sonora do filme, produzida por Whitney Houston, ganhou disco de platina dupla, por mais de 2 milhões de cópias vendidas apenas nos Estados Unidos. Com o sucesso, a gravadora Hollywood Records (responsável por cuidar da carreira musical das estrelas da Disney), resolve investir na carreira musical de Raven, e começam a trabalhar em seu terceiro álbum de estúdio. Ainda, ela participou do projeto Disney Channel Circle of Stars, que consistiu na regravação de "Circle of Life", tema do filme O Rei Leão, desta vez interpretado pelo elenco do Disney Channel.
Em 1 de janeiro de 2004, Raven lançou um EP de cinco faixas, com as músicas "Backflip", "Bump", "Overloved", "What Is Love?" e "Mystify". "Backflip" virou o single para promover o álbum, e o videoclipe era exibido nos intervalos do Disney Channel, e também no canal BET. O álbum This Is My Time foi lançado em 21 de setembro de 2004, alcançando a 51ª posição na Billboard 200, e o 1º lugar na Billboard R&B/Hip-Hop Albums, vendendo 19 mil cópias na primeira semana. Ficou no top 100 por treze semanas, vendendo cerca de 235.000 cópias. A música título do álbum "This Is My Time" entrou para a trilha sonora do filme The Princess Diaries 2: Royal Engagement, filme em que Raven também faz uma participação. No mesmo ano, também foi lançada a primeira trilha sonora de That's So Raven, contendo músicas cantadas pelo elenco da série. A trilha sonora estreou no 44º lugar na Billboard 200 e foi certificada com ouro pela RIAA, pelas vendas de 500.000 cópias nos Estados Unidos. Raven também participou dos filmes Zenon: Z3 e Grande Albert.

### 2006—2007: The Cheetah Girls 2, This Is My Time Tour e o Fim de As Visões
Em 2006, Raven estrelou o filme do canal Lifetime, For One Night, baseado na história real de Briana McCallister, uma adolescente afro-americana que se muda para uma pequena cidade onde os bailes de formatura ainda eram segregados, e Briana entra em uma briga com a escola para tentar mudar essa realidade. Sua estreia foi em 6 de fevereiro de 2006, e obteve criticas positivas. Em 7 de março, chega as lojas That's So Raven Too!, a segunda trilha sonora da série, que estreou no 44º lugar na Billboard 200 e vendeu cerca de 200.000 cópias. Nela está "Some Call It Magic", que virou single e ganhou um videoclipe, estreando em um episódio da quarta temporada da série.
Em 19 de maio de 2006, Raven embarcou em sua primeira turnê solo, a "This Is My Time Tour", que começou em Richmond, na Virgínia e foi concluída em 21 de outubro, em Columbia, Carolina do Sul. No mesmo ano, Raven volta a interpretar Galleria Garibaldi, em The Cheetah Girls 2, onde também atuou como produtora executiva. A estreia do filme conseguiu 8.1 milhões de telespectadores, tornando-o (na época) o filme mais assistido do Disney Channel, e o programa de maior audiência do canal no ano de 2006. A trilha sonora repetiu o sucesso da primeira, chegando na 5ª posição da Billboard 200, vendendo mais de 1.400.000 milhões de cópias, sendo certificado com disco de platina pela RIAA. Mais tarde, ela emprestou sua voz para a animação da Fox, O Pequeno Herói, que foi lançado nos cinemas em 15 de setembro de 2006.
Em 2007, Raven atuou no episódio crossover de séries do Disney Channel, "That's So Suite Life of Hannah Montana". O último episódio de As Visões da Raven, foi exibido em 10 de novembro de 2007, chegando a marca de 100 episódios, se tornando a primeira série do canal a conseguir o feito.  No mesmo ano, ela reprisou o papel de Raven Baxter em um episódio da série Cory na Casa Branca, spin-off de As Visões da Raven.

### 2008—2009: College Road Trip, Novo Álbum e Turnê

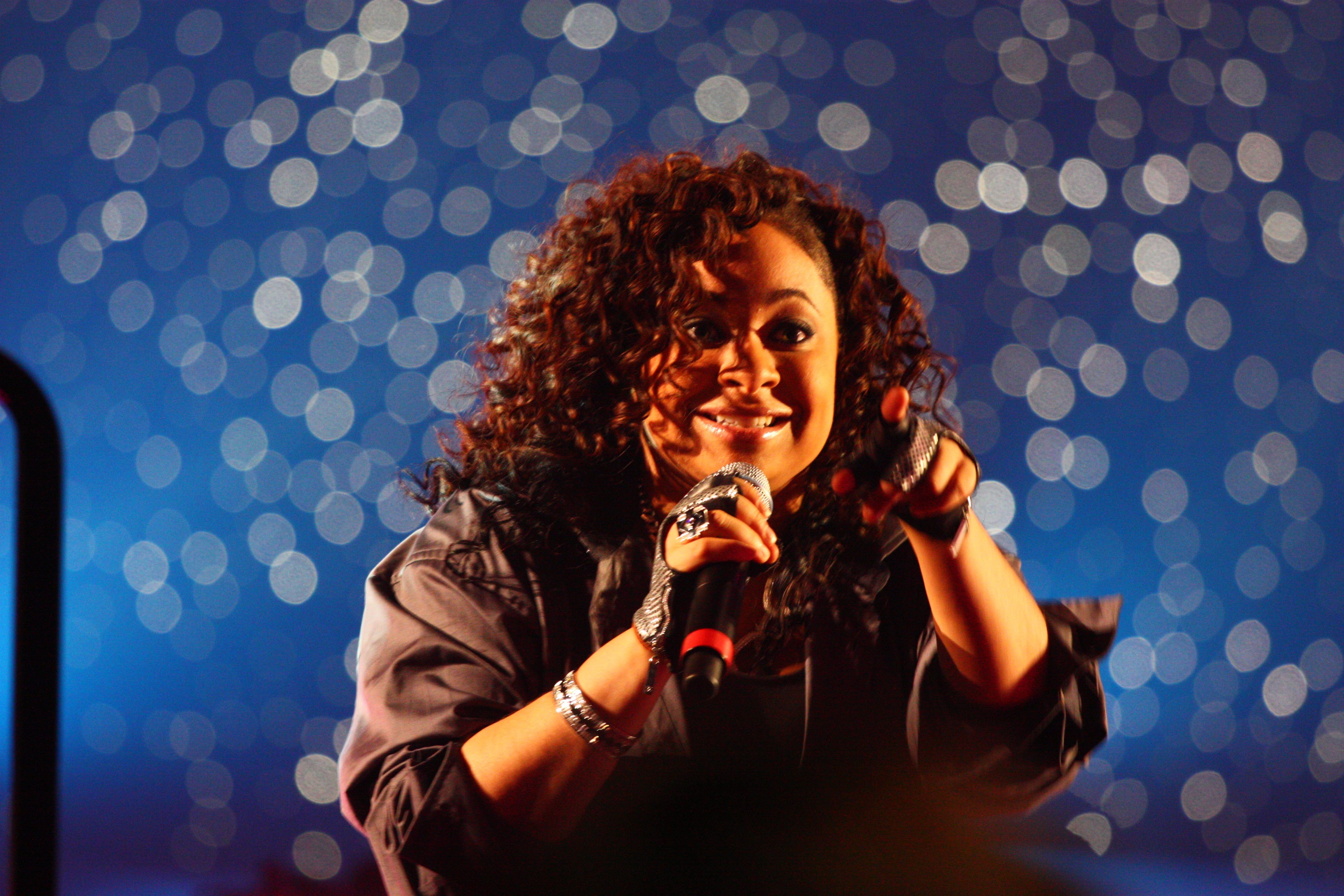
Raven-Symoné em 2009, na segunda parte de sua turnê, Raven-Symoné Live Tour

Em 2008, Raven faz a sua primeira protagonista nos cinemas, na comédia da Walt Disney Pictures, Como Viajar com o Mala do Seu Pai, ao lado do ator Martin Lawrence, interpretando Melanie Porter, uma garota com um pai protetor, que embarca uma viagem pelos Estados Unidos, para escolher uma universidade ideal. O filme estreou nos cinemas dia 17 de março de 2008, e ocupou o segundo lugar nas bilheterias. Em seu total, lucrou mais de 51 milhões de dólares no mundo todo.

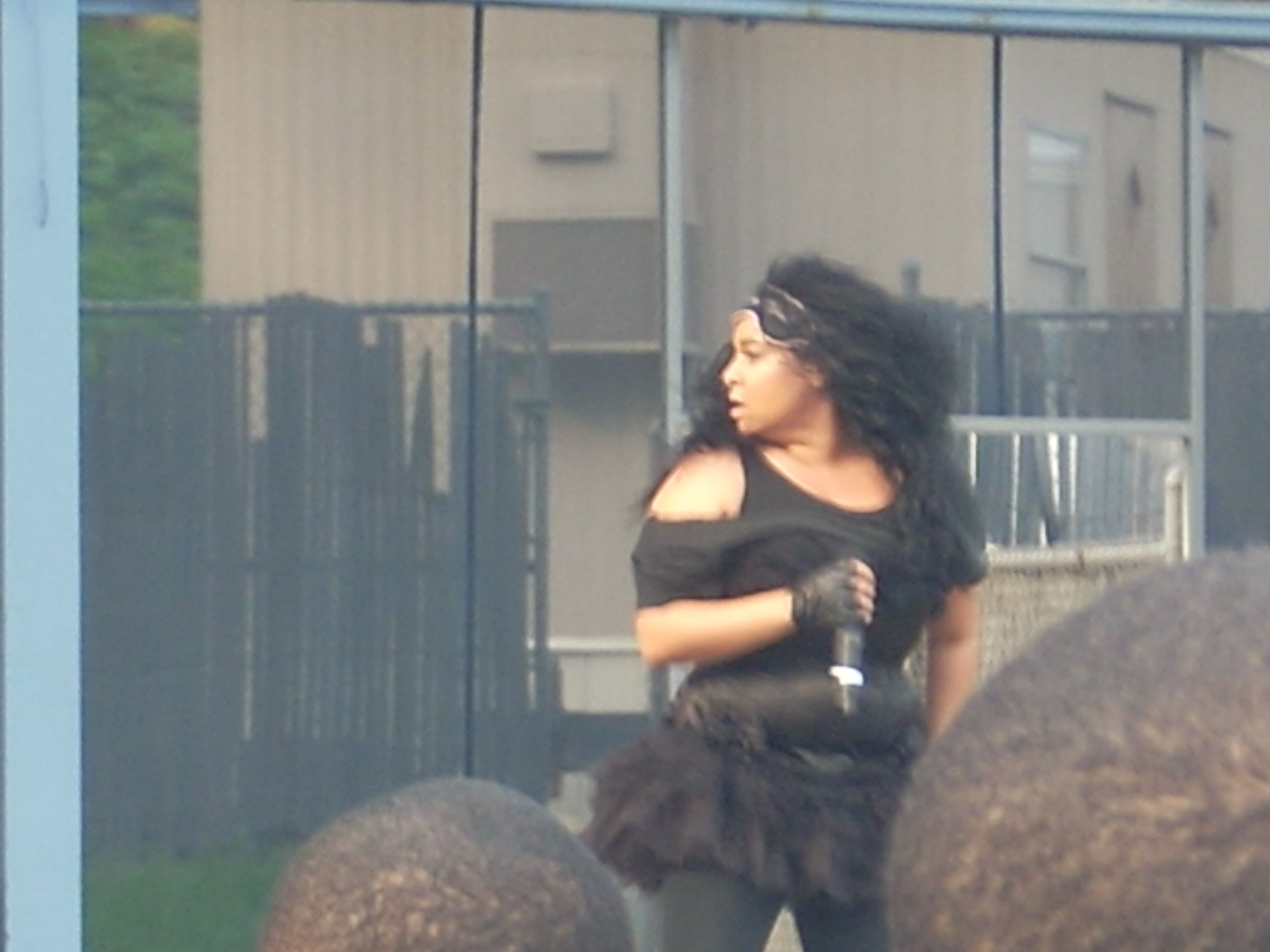
Raven se apresentando em um show da turnê, Raven-Symoné Live Tour

Em 29 de abril de 2008, Raven lançou seu quarto álbum de estúdio auto intitulado, com o estilo mais voltado para o Hip-Hop e R&B. A primeira música de trabalho nesse álbum, foi a nova versão de Double Dutch Bus, um cover de Frankie Smith, lançado em 9 de fevereiro. O clipe, foi lançado dia 18 do mesmo mês, e serviu para promover o filme College Road Trip. O álbum estreou na 159ª posição da Billboard 200. Ainda no mesmo ano, Raven deu início à turnê do álbum, Raven-Symoné Live Tour, começando no dia 12 de julho de 2008 na cidade de Milwaukee, Wisconsin, e encerrando no dia 28 de outubro de 2009 na cidade de Phoenix (Arizona).
No dia 18 de Setembro de 2008, foi lançado o primeiro filme da saga Tinkerbell da Disney, onde Raven dubla uma das protagonistas, Iridessa, a fada da luz. Ainda em 2008, lançou um DVD intitulado Raven-Symoné Presents, dando dicas de beleza, moda, maquiagem, artesanatos para um dia chuvoso, dicas rápidas e receitas fáceis. Em 2009, participou do documentário Good Hair, do comediante Chris Rock.

### 2010—2014: A Vingança das Damas de Honra, State of Georgia e Broadway

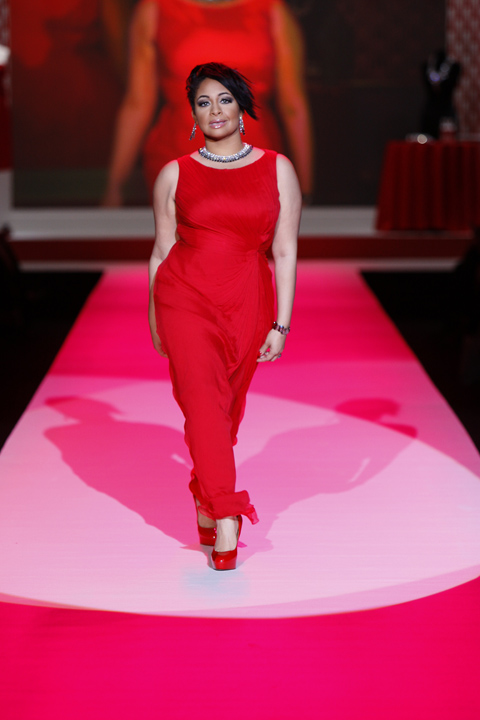
Raven desfilando em 2010.

Em maio de 2010, Raven contou em seu twitter, que estava gravando seu novo filme para o canal ABC Family, a comédia A Vingança das Damas de Honra, interpretando a personagem Abigail Scanlon. O filme estreou em 18 de julho de 2010, e conseguiu mais de 2,55 milhões de telespectadores, sendo o filme mais assistido da tv a cabo na semana, e ficando no 5º lugar na lista de filmes originais da ABC Family de maior audiência. No mesmo ano, retornou ao Disney Channel para fazer uma participação na série Sonny With a Chance, no episódio "That's So Sonny", onde Raven interpreta Amber Ericcs, a presidente de um fã-clube do Chad Dylan Cooper. O episódio estreou em 29 de agosto, sendo assistido por 4 milhões de telespectadores.
Em 2011, Raven foi confirmada como protagonista do seriado da ABC Family, State of Georgia, interpretando Georgia, uma jovem adulta que está tentando fazer sucesso como atriz na cidade de Nova York. A série estreou em 29 de junho, atraindo 1.32 milhões de telespectadores. Em 16 de setembro, após doze episódios, o canal divulgou oficialmente o cancelamento da série devido a baixa audiência.
Em 31 de janeiro de 2012, estreou o musical da Broadway, baseado no filme Mudança de Hábito, como a protagonista Deloris van Cartier, marcando sua estreia em um papel principal no teatro. O musical foi produzido pela própria Whoopi Goldberg, que deu vida a personagem principal nos filmes. No mesmo ano, Raven ficou na 9ª posição da lista das "100 Maiores Estrelas Infantis de Todos os Tempos" do canal VH1. Em 2013, Raven fez uma participação em um episódio da série See Dad Run, da Nickelodeon, onde atuou ao lado do ex-colega de elenco de Hanging With Mr. Cooper, Mark Curry.

### 2015—presente: The View e Raven's Home
Em fevereiro de 2015, Raven retorna à televisão fazendo uma participação especial na série Empire, da Fox. Também apareceu em dois episódios da série K.C. Undercover, do Disney Channel, onde interpretou Simone. No mesmo ano, participou da série Black-ish, como Rhonda Johnson, a irmã do protagonista Andre (Anthony Anderson). Em maio de 2015, Raven entra para o time de apresentadoras do programa de entrevistas The View, do canal ABC, substituindo Rosie O'Donnell. Em junho de 2015, atuou no filme independente A Girl Like Grace. Em maio de 2016, Raven lançou online duas músicas novas, "Sarafina" e "Cruise Control". Em 27 de outubro de 2016, anunciou que deixaria o elenco do The View, para se concentrar na produção de um spin-off de As Visões da Raven.
Em abril de 2017, Raven's Home foi anunciada como a nova série do Disney Channel. Symoné reprisa sua personagem de sucesso Raven Baxter, dessa vez como uma mãe solteira de gêmeos, dividindo um apartamento com sua melhor amiga Chelsea, que agora também tem um filho. A série estreou em 21 de julho de 2017, se tornando a maior audiência do canal. Além de atuar no programa, Raven também é creditada como produtora executiva e dirigiu alguns episódios. Em 6 de novembro de 2019, competiu na segunda temporada de The Masked Singer como "Viúva Negra".
Em 2020, ela fez uma participação na quarta temporada da série The Bold Type, interpretando a personagem Alice Knight, uma influenciadora digital de sucesso. Raven's Home durou seis temporadas, e chegou ao fim em setembro de 2023. Em maio de 2024, ela assinou um contrato com a Disney Branded Television para produzir um spinoff de Raven's Home, intitulado Alice in the Palace, com estreia prevista para 2025.

## Vida Pessoal
Em 2013, ela se matriculou na Academy of Art University no curso de artes cênicas, e foi concluído em 2016.
Raven revelou ser homossexual publicamente em agosto de 2013, ao comentar sobre a legalização do casamento homossexual: "Eu estou animada em ouvir que hoje mais estados legalizaram o casamento homossexual. Porém atualmente não pretendo me casar, mas é muito bom saber que agora posso, e tenho esse direito". Em uma entrevista para Oprah Winfrey em outubro de 2014, ela revelou ter começado a sentir interesse por moças aos 12 anos, mas ainda não havia compreendido o que sentia. Também disse que chegou a namorar com alguns homens em sua adolescência, mas percebeu que o fazia mais por pressão social do que por desejo, e que só encontrou prazer e felicidade se relacionando com outras mulheres. Em 2015, Raven apresentou sua namorada, AzMarie Livingston, seu primeiro relacionamento público. No mesmo ano, em 20 de outubro de 2015, Raven anunciou que havia se separado de AzMarie, após um relacionamento de três anos.
Em junho de 2020, casou com a empresária Miranda Maday, numa cerimônia restrita à poucas pessoas, devido à pandemia de Covid-19. Em 2022, Raven protestou contra uma lei aprovada no estado norte-americano da Flórida, que proíbe qualquer menção e referência a homossexualidade nas escolas locais. Ela recebeu apoio de seus colegas de Raven's Home.

## Discografia
Raven lançou quatro álbuns de estúdio e dez singles em sua carreira como cantora solo. Também participou de várias trilhas sonoras, coletâneas e outros projetos relacionados à música.
Seu primeiro álbum de estúdio foi o Here's to New Dreams, lançado em 22 de junho de 1993. Lançou como single a música "That's What Little Girls Are Made Of" que atingiu 68a posição na Billboard Hot 100 e o 47º lugar na Hot R&B/Hip-Hop Songs. Em 4 de maio de 1999, lançou seu segundo álbum de estúdio, Undeniable, de forma independente, vendendo nos Estados Unidos, apenas 2 mil cópias. Para divulgar, lançou o single With a Child's Heart, regravação do cantor Stevie Wonder.
Em 2004 assinou contrato com a Hollywood Records, e lançou a trilha sonora da série That's So Raven, que estreou na 44a posição da Billboard 200, vendendo meio milhão de cópias nos Estados Unidos, sendo certificada com disco de ouro. Em 21 de setembro do mesmo ano, lançou seu terceiro álbum de estúdio, e o mais bem sucedido até agora, This Is My Time. Em 7 de março de 2006 lançou a trilha sonora That's So Raven Too!, a segunda trilha sonora da série, que vendeu mais de 200 mil cópias nos Estados Unidos.  Em 29 de abril de 2008 lançou seu quarto álbum de estúdio auto intitulado, que estreou na 159a posição da Billboard 200, vendendo 50 mil cópias.

## Turnês
- 2006: This Is My Time Tour
- 2008-2009: Raven-Symoné Live Tour

## Filmografia
| Filmes | Filmes                                    | Filmes              | Filmes                           | Filmes                                       |
| Ano    | Título no Brasil                          | Papel               | Notas                            | Título Original                              |
| ------ | ----------------------------------------- | ------------------- | -------------------------------- | -------------------------------------------- |
| 1994   | Os Batutinhas                             | Namorada do Stymie  | Coadjuvante                      | The Little Rascals                           |
| 1998   | Dr. Dolittle                              | Charisse Dolittle   | Protagonista                     | Dr. Dolittle                                 |
| 1999   | Zenon: A Garota do Século XXI             | Nebula Wade         | Protagonista - Disney Channel    | Zenon: Girl of the 21st Century              |
| 2001   | Dr. Dolittle 2                            | Charisse Dolittle   | Protagonista                     | Dr. Dollitle 2                               |
| 2003   | The Cheetah Girls                         | Galleria Garibaldi  | Protagonista - Disney Channel    | The Cheetah Girls                            |
| 2003   | Kim Possible: Um Passeio Pelo Tempo       | Monique             | Voz - Disney Channel             | Kim Possible: A Stitch in Time               |
| 2004   | O Diário da Princesa 2: Casamento Real    | Princesa Asana      | Coadjuvante                      | The Princess Diaries 2: Royal Engagement     |
| 2004   | Zenon: Z3                                 | Nebula Wade         | Participação - Disney Channel    | Zenon: Z3                                    |
| 2004   | Grande Albert                             | Danielle            | Voz                              | Fat Albert                                   |
| 2005   | Kim Possible: O Drama do Amor             | Monique             | Voz - Disney Channel             | Kim Possible: So the Drama                   |
| 2006   | The Cheetah Girls 2                       | Galleria Garibaldi  | Protagonista - Disney Channel    | The Cheetah Girls 2                          |
| 2006   | O Pequeno Herói                           | Marti Brewster      | Voz                              | Everyone's Hero                              |
| 2006   | Por Uma Noite Apenas                      | Brianna McCallister | Protagonista - Lifetime          | For One Night                                |
| 2008   | Como Viajar Com o Mala do Seu Pai         | Melanie Porter      | Protagonista                     | College Road Trip                            |
| 2008   | Tinker Bell                               | Iridessa            | Voz - Disney Channel             | Tinker Bell                                  |
| 2009   | Cabelo Bom                                | Ela mesma           | Documentário                     | Good Hair                                    |
| 2009   | Tinker Bell e o Tesouro Perdido           | Iridessa            | Voz - Disney Channel             | Tinker Bell and the Lost Treasure            |
| 2010   | A Vingança das Damas de Honra             | Abigail             | Protagonista - ABC Family        | Revenge of the Bridesmaids                   |
| 2010   | Tinker Bell e o Resgate da Fada           | Iridessa            | Voz - Disney Channel             | Tinker Bell and the Great Fairy Rescue       |
| 2011   | Os Jogos no Refúgio das Fadas             | Iridessa            | Voz - Disney Channel             | Pixie Hollow Games                           |
| 2012   | Tinker Bell e o Segredo das Fadas         | Iridessa            | Voz - Disney Channel             | Secret of the Wings                          |
| 2014   | Tinker Bell: Fadas e Piratas              | Iridessa            | Voz - Disney Channel             | The Pirate Fairy                             |
| 2015   | Tinker Bell e o Monstro da Terra do Nunca | Iridessa            | Voz - Disney Channel             | Tinker Bell and the Legend of the NeverBeast |
| 2015   | Uma Garota Como Grace                     | Mary                | Coadjuvante - Filme Independente | A Girl Like Grace                            |
| 2017   | É o Bicho!                                | Binkley             | Voz                              | Animal Crackers                              |
| 2020   | Juntos Novamente                          | Taylor Lazlo        | Coadjuvante                      | Mighty Oak                                   |
| 2024   | Estrela Mirim                             | Ela mesma           | Documentário Hulu                | Child Star                                   |
| 2024   | Os Vizinhos Green: O Filme – Ferispaço    | Maria Media         | Voz - Disney Channel             | Big City Greens the Movie: Spacecation       |

| Televisão  | Televisão                                        | Televisão                           | Televisão                                                                           |
| Ano        | Título                                           | Papel                               | Notas                                                                               |
| ---------- | ------------------------------------------------ | ----------------------------------- | ----------------------------------------------------------------------------------- |
| 1989-1992  | The Cosby Show                                   | Olivia Kendall                      | Protagonista entre as temporadas 6–8                                                |
| 1989       | A Different World                                | Olivia Kendall                      | Temporada 3, episódio 5 "Forever Hold Your Peace"                                   |
| 1990       | The Muppets at Walt Disney World                 | Garotinha                           | Especial da NBC                                                                     |
| 1990-1991  | Sesame Street                                    | Garotinha                           | 2 episódios                                                                         |
| 1992       | Um Maluco no Pedaço                              | Claudia                             | Temporada 2, episódio 21 "Vying for Attention"                                      |
| 1993       | Queen: The Story of an American Family           | Queen com 5 anos                    | Minissérie da CBS, 3 episódios                                                      |
| 1993       | Xuxa                                             | Ela Mesma                           | Participação Musical                                                                |
| 1993-1997  | Hangin' with Mr. Cooper                          | Nicole Lee                          | 79 episódios                                                                        |
| 1995       | Happily Ever After: Fairy Tales for Every Child  | Olivia / Zoe / Goldilocks           | Episódios: "The Princess and the Pauper" / "Goldilocks and the Three Bears"         |
| 1996       | Bill Nye the Science Guy                         | Ela Mesma                           | Temporada 3, episódio 56 "Human Transportation"                                     |
| 1997       | Space Ghost Coast to Coast                       | Ela Mesma                           | Episódio 51: "Piledriver"                                                           |
| 2001       | Eu, a Patroa e as Crianças                       | Charmaine                           | Episódios 1 e 2, da 2º temporada "Mom's Away (Part 1) / (Part 2)"                   |
| 2001       | The Proud Family                                 | Stephanie                           | Episódio 11 da 1ª temporada "Seven Days of Kwanzaa"; Voz                            |
| 2002-2007  | Kim Possible                                     | Monique                             | Voz; 27 episódios                                                                   |
| 2002       | The Cosby Show: A Look Back                      | Ela Mesma                           | Documentário sobre a série                                                          |
| 2003-2007  | As Visões da Raven                               | Raven Baxter                        | Protagonista; Produtora Executiva / 100 Episódios.                                  |
| 2004       | Fillmore!                                        | Maryanne Greene / Alexandria Quarry | Episódios: "Code Name: Electric Haircut" / "Code Name: Electric Haircut"            |
| 2005       | Higglytown Heroes                                | Playground Monitor Hero             | Episódio 14 da 1ª temporada "Wayne's Ripping Adventure/Meet Eubie's Cousin"         |
| 2006       | Zack & Cody: Gêmeos em Ação                      | Raven Baxter                        | Especial "That's So Suite Life of Hannah Montana" (Episódio 20 da 2ª temporada)     |
| 2007       | Cory in the House                                | Raven Baxter                        | Episódio: "Raven in The House"                                                      |
| 2008       | American Dad!                                    | Katie / Wife                        | Episódios 14 e 15 da 3º temporada "Office Spaceman" / "Stanny Slickers II"          |
| 2010       | Sonny With A Chance                              | Amber                               | Episódio 15 da 2ª temporada "That's So Sonny"                                       |
| 2011       | State of Georgia                                 | Georgia                             | Protagonista                                                                        |
| 2011       | PrankStars                                       | Ela Mesma                           | Episódio: "Adventures in Dogsitting"                                                |
| 2011       | Rupaul's Drag U                                  | Jurada Convidada                    | Episódio: "Looking for a New Job"                                                   |
| 2013       | See Dad Run                                      | Whitney Gibbons                     | Episódio: "See Dad Run a Fever"                                                     |
| 2015-2016  | The View                                         | Ela mesma                           | Apresentadora, dividia com Whoopi Goldberg, Candace Cameron Bure e Michelle Collins |
| 2015-2020  | Black-ish                                        | Rhonda Johnson                      | 7 episódios                                                                         |
| 2015       | Empire                                           | Olivia Lyon                         | 2 episódios                                                                         |
| 2015       | K.C. Undercover                                  | Simone                              | 2 episódios                                                                         |
| 2016       | RuPaul's Drag Race: All Stars                    | Jurada Convidada                    | Episódio: "All Star Talent Show"                                                    |
| 2016       | Nashville                                        | Ela Mesma                           | Episódio: "It's Sure Gonna Hurt"                                                    |
| 2017       | Master of None                                   | Ela Mesma                           | Episódio : "Buona Notte"                                                            |
| 2017- 2023 | Raven's Home                                     | Raven Baxter                        | Protagonista; Produtora Executiva; Dirigiu 16 episódios                             |
| 2018       | Drunk History                                    | Nichelle Nichols                    | Episódio: "Game Changers"                                                           |
| 2018-2022  | Big City Greens                                  | Maria Media                         | Voz, 8 episódios                                                                    |
| 2019       | The Masked Singer                                | Black Widow                         | Temporada 2                                                                         |
| 2019       | Drop the Mic                                     | Ela Mesma                           | Episódio: "Ron Funches vs. Raven-Symoné"                                            |
| 2019       | Holidays Unwrapped: A Disney Channel Music Event | Ela Mesma                           | Apresentadora; Especial do Disney Channel                                           |
| 2019       | Guardians of the Galaxy                          | Valkyrie                            | Voz; Temporada 3, Episódios 19 e 20                                                 |
| 2019-2021  | 25 Words or Less                                 | Ela Mesma                           | Apresentadora; 32 episódios                                                         |
| 2020       | The Bold Type                                    | Alice Knight                        | Temporada 4, Episódios 7 e 9                                                        |
| 2020       | Bunk'd                                           | Raven Baxter                        | Episódio: "Raven About Bunk’d: Part 2"; Como Diretora: "I Won't Let You Clown"      |
| 2020       | Visible: Out on Television                       | Ela Mesma                           | Documentário Apple TV+                                                              |
| 2020-2021  | Sydney to the Max                                | Ela Mesma                           | Dirigiu 3 episódios                                                                 |
| 2022       | A Black Lady Sketch Show                         | Ali                                 | Episódio 5 da 3ª temporada: "Peaches and Eggplants for Errbody!"                    |

## Prêmios e Indicações
| Ano  | Premiação                             | Categoria                                                                       | Trabalho                        | Resultado |
| ---- | ------------------------------------- | ------------------------------------------------------------------------------- | ------------------------------- | --------- |
| 1990 | Young Artist Awards                   | Outstanding Performance by an Actress Under Nine Years of Age 9                 | The Cosby Show                  | Indicada  |
| 1991 | Young Artist Awards                   | Exceptional Performance by a Young Actress                                      | The Cosby Show                  | Ganhou    |
| 1993 | Young Artist Awards                   | Outstanding Actress Under Ten in a Television Series                            | The Cosby Show                  | Indicada  |
| 1994 | Young Artist Awards                   | Best Youth Comedienne                                                           | Hangin' With Mr. Cooper         | Indicada  |
| 1996 | NAACP Image Awards                    | Outstanding Youth Actor/Actress                                                 | Hangin' With Mr. Cooper         | Indicada  |
| 1999 | YoungStar Award                       | Best Performance by a Young Actress in a Mini-Series/Made for TV Film           | Zenon: Girl of the 21st Century | Indicada  |
| 2001 | NAACP Image Awards                    | Outstanding Youth Actor/Actress                                                 | Dr. Dolittle 2                  | Indicada  |
| 2001 | Nickelodeon Kids' Choice Awards       | Favorite Female Movie Star                                                      | Dr. Dolittle 2                  | Indicada  |
| 2004 | Black Reel                            | Outstanding Lead Actress in a Comedy Series                                     | The Cheetah Girls               | Ganhou    |
| 2004 | Nickelodeon Kids' Choice Awards       | Favorite TV Actress                                                             | That's So Raven                 | Ganhou    |
| 2004 | NAACP Image Awards                    | Outstanding Performance in a Youth/Children's Series/Special                    | That's So Raven                 | Ganhou    |
| 2004 | BET Comedy Awards                     | Outstanding Lead Actress in a Comedy Series                                     | That's So Raven                 | indicada  |
| 2004 | Teen Choice Awards                    | Choice TV Actress — Comedy                                                      | That's So Raven                 | Indicada  |
| 2005 | Nickelodeon Kids' Choice Awards       | Favorite TV Actress                                                             | That's So Raven                 | Ganhou    |
| 2005 | NAACP Image Awards                    | Outstanding Performance in a Youth/Children's Series/Special                    | That's So Raven                 | Indicada  |
| 2005 | Radio Disney Music Awards             | Best Actor/Actress-Turned-Singer                                                |                                 | Ganhou    |
| 2005 | BET Comedy Awards                     | Best Performance in an Animated Theatrical Film                                 | Kim Possible: So the Drama      | Indicada  |
| 2005 | BET Comedy Awards                     | Outstanding Lead Actress in a Comedy Series                                     | That's So Raven                 | Indicada  |
| 2005 | Teen Choice Awards                    | Choice TV Actress — Comedy                                                      | That's So Raven                 | Indicada  |
| 2006 | NAACP Image Awards                    | Outstanding Performance in a Youth/Children's Series/Special                    | That's So Raven                 | Ganhou    |
| 2006 | NAACP Image Awards                    | Junior Achievement Outstanding Performance in a Youth/Children's Series/Special | That's So Raven                 | Ganhou    |
| 2006 | Teen Choice Awards                    | Choice TV Actress — Comedy                                                      | That's So Raven                 | Ganhou    |
| 2006 | Nickelodeon Kids' Choice Awards       | Favorite TV Actress                                                             | That's So Raven                 | Ganhou    |
| 2007 | NAMIC Vision Awards                   | Favorite TV Actress                                                             | That's So Raven                 | Indicada  |
| 2007 | Radio Disney Music Awards             | Favorite TV Star Who Sings                                                      | That's So Raven                 | Indicada  |
| 2007 | Nickelodeon Kids' Choice Awards       | Favorite TV Actress                                                             | That's So Raven                 | Indicada  |
| 2007 | NAACP Image Awards                    | Outstanding Performance in a Youth/Children's Program — Series or Special       | That's So Raven                 | Ganhou    |
| 2008 | NAACP Image Awards                    | Outstanding Performance Program                                                 | That's So Raven                 | Indicada  |
| 2008 | Nickelodeon Kids' Choice Awards       | Favorite TV Actress                                                             | That's So Raven                 | Indicada  |
| 2008 | Teen Choice Awards                    | Choice Summer Comedy Movie/Performance                                          | College Road Trip               | Indicada  |
| 2008 | Summer Fort Myers Beach Film Festival | "Fav Summer Teen Flick Comedy"                                                  | College Road Trip               | Ganhou    |
| 2011 | Teen Choice Awards                    | Choice Summer TV Star                                                           | State of Georgia                | Indicada  |
| 2011 | TV Land Award                         | Impact Award (Compartilhado com o elenco)                                       | The Cosby Show                  | Ganhou    |
| 2016 | Daytime Emmy Awards                   | Outstanding Entertainment Talk Show Host (Compartilhado com o elenco)           | The View                        | Indicada  |
| 2017 | Daytime Emmy Awards                   | Outstanding Entertainment Talk Show Host (Compartilhado com o elenco)           | The View                        | Indicada  |
| 2018 | Daytime Emmy Awards                   | Outstanding Performer in a Children's Program                                   | Raven's Home                    | Indicada  |
| 2018 | NAACP Image Awards                    | Outstanding Performance in a Youth/Children's Program (Series or Special)       | Raven's Home                    | Indicada  |
| 2019 | Nickelodeon Kids' Choice Awards       | Favorite Female TV Star                                                         | Raven's Home                    | Indicada  |
| 2020 | Nickelodeon Kids' Choice Awards       | Favorite Female TV Star                                                         | Raven's Home                    | Indicada  |
| 2021 | Nickelodeon Kids' Choice Awards       | Favorite Female TV Star                                                         | Raven's Home                    | Indicada  |
| 2022 | Nickelodeon Kids' Choice Awards       | Favorite Female TV Star                                                         | Raven's Home                    | Indicada  |
| 2022 | Children's and Family Emmy Awards     | Outstanding Directing for a Multiple Camera Program                             | Raven's Home                    | Indicada  |